# Alien Nation: Common Sense About America's Immigration Disaster
Pour les articles homonymes, voir Alien Nation.
Alien Nation: Common Sense About America’s Immigration Disaster est un livre à succès[réf. souhaitée] de Peter Brimelow publié en 1995 ; il expose une critique de la politique d’immigration des États-Unis après 1965 selon un point de vue conservateur. Il met en lumière les différences entre la politique d’immigration post-1965 et les périodes d’immigration précédentes ainsi que des réponses détaillées aux arguments des partisans de l’immigration.
En juin 2007, VDARE, un site Internet controversé fondé par Brimelow qui se focalise sur la restriction de l’immigration, a rendu le livre disponible sous forme de fichier PDF gratuitement téléchargeable ; il est distribué sous licence Creative Commons.